# Kluby sportowe w Wałbrzychu
W Wałbrzychu istnieje kilkanaście klubów sportowych, w tym najbardziej znane "Górnik" "Zagłębie" i siatkarski "Chełmiec". Z innych klubów wyróżnić można:
 więcej w osobnym artykule Górnik Wałbrzych.
 więcej w osobnym artykule Zagłębie Wałbrzych.
 więcej w osobnym artykule Chełmiec Wałbrzych

## Piłka Nożna

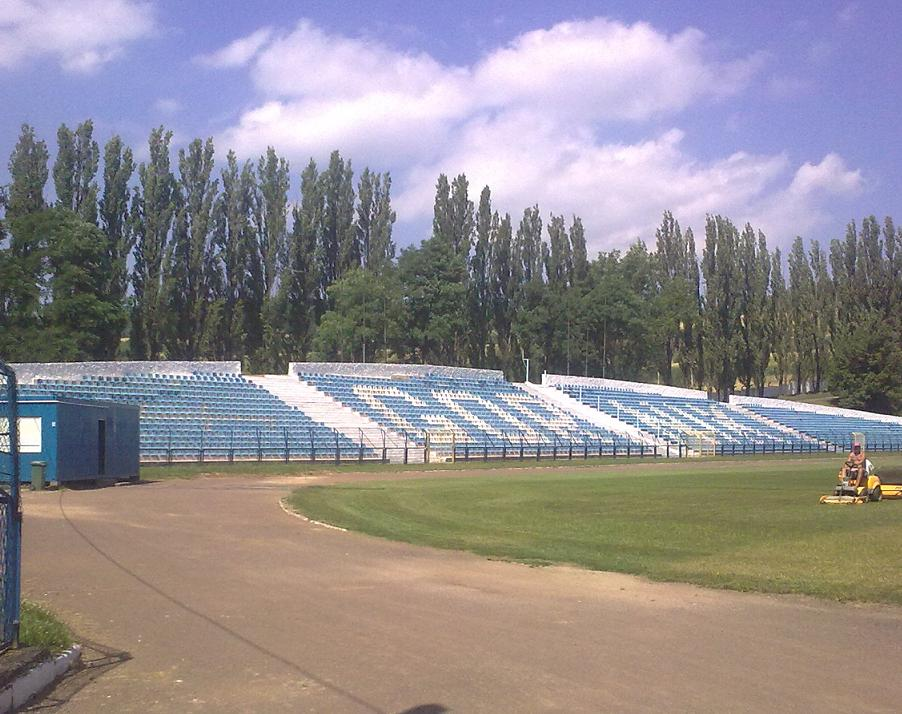
Stadion Górnika Wałbrzych w dzielnicy Biały Kamień, sektor gości.

- Klub Piłkarski "Górnik PWSZ Wałbrzych".
- Klub Piłkarski " Zagłębie Wałbrzych"
- Klub Piłkarski "Gwarek"
- Klub Piłkarski "Podgórze"
- Klub Sportowy "Czarni Wałbrzych" (założony jako "Huta Karol Wabrzych"[1])
- Klub Sportowy "Juventur-Szczawienko"
- Uczniowski Klub Sportowy "Sokół"
- Uczniowski Klub Sportowy "Baszta" – dodatkowo szachy
- Uczniowski Klub Sportowy "Sobięcin"

## Koszykówka
- Uczniowski Klub Sportowy "Górniczek" + narciarstwo
- Jedno sekcyjny Koszykarski Klub Sportowy "Górnik Wałbrzych"

## Sztuki Walki
- Wałbrzyski Klub Karate Kyokushinkai IFK
- Wałbrzyski Klub Taekwondo "Taipan" ITF
- Wałbrzyski Klub Aikido
- Wałbrzyski Klub Capoeira
- Wałbrzyski Instytut KRAVMAGA-SAGGITA

## Zapasy, podnoszenie ciężarów
- Ciężarowy Klub Sportowy "Zagłębie" – podnoszenie ciężarów
- Zapaśniczy Klub Sportowy "Zagłębie" – zapasy

## Tenis ziemny, tenis stołowy
- Wałbrzyski  Klub Tenisowy "Atri"
- Uczniowski Klub Tenisowy "Biały Kamień"
- Towarzystwo Sportowe "Victoria"

## Kolarstwo
- Kolarski Klub Sportowy "Górnik"
- Towarzystwo Sportowe  "Wałbrzych"
- Kolarski Uczniowski Klub Sportowy "Biały Kamień"
- KKW Nexelo Wałbrzych
- KKG MTB Wieża Anna

## Jeździectwo
- Sudecki Ludowy Klub Sportowy "Książ"

## Siatkówka
- Chełmiec Wałbrzych
- Uczniowski Klub Sportowy Kinder Volleyball
- MKS Aqua-Zdrój Wałbrzych

## Pływanie
- Uczniowski Klub Sportowy Szafir
- Uczniowski Klub Sportowy "Delfin"

## Inne
- Wałbrzyski Klub Szachowy Hetman Wałbrzych
- "Centralny Ośrodek Nurkowy" - centrum nurkowe PADI - nurkowanie, snorkeling
- WOPR-owska Drużyna Pływacka "Kotwica"
- Klub Sportowy "Biathlon" – Biathlon
- Klub Sportowy Niepełnosprawnych "Start"
- Lekkoatletyczny Klub Sportowy "Górnik" – Lekkoatletyka
- Parafialny Klub Sportowy "Przymierze"
- Klub Sportowy "Petanque" – bule
- Aeroklub Ziemi Wałbrzyskiej – sporty lotnicze
- Automobilklub Wałbrzyski – sporty samochodowe
- Miejskie Towarzystwo Krzewienia Kultury Fizycznej
- Wałbrzyski Klub Górski i Jaskiniowy
- Uczniowski Klub Sportowy "Jankor"
- Uczniowski Klub Sportowy "Rekord"
- Uczniowski Klub Sportowy "Podzamcze"
- Polski Związek Wędkarski Okręg Wałbrzych, koło Wałbrzych  – wędkarstwo
- Liga Obrony Kraju – Zarząd Rejonowy Wałbrzych – Strzelectwo
- GOPR Grupa Wałbrzysko – Kłodzka
- Związek Strzelecki "Strzelec" Organizacja Społeczno-Wychowawcza Jednostka Strzelecka 2034